# Günter Lumer

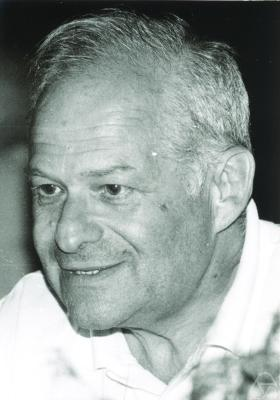
Günter Lumer (1987)

Günter Lumer (häufig auch Gunter Lumer; * 29. Mai 1929 in Frankfurt am Main; † 24. Juni 2005 in Brüssel) war ein deutsch-amerikanischer Mathematiker, dessen Forschungsschwerpunkte Funktionalanalysis und Evolutionsgleichungen waren.

## Leben und Werk
Nachdem die Nationalsozialisten 1933 in Deutschland die Macht ergriffen hatten, floh die Familie Lumer erst nach Frankreich und 1941 nach Uruguay. Nach seinem Abschluss in Elektrotechnik an der Universität von Montevideo 1957 bei Paul Halmos wechselte er mit einem Guggenheim-Stipendium an die University of Chicago. Dort wurde er 1959 promoviert. Seine Doktorarbeit Numerical Range and States fertigte er unter Irving Kaplansky an. Nach seiner Promotion wechselte er 1959 an die University of California, Los Angeles, war von 1960 bis 1961 an der Stanford University und bis 1974 an der University of Washington tätig. Bis zu seinem Tod 2005 forschte er an der Université de Mons-Hainaut.
Sein populärstes Resultat ist der Satz von Lumer-Phillips, den er 1961 zusammen mit Ralph Phillips veröffentlichte.